# Морс Пекхем
Морс Пекхем (Morse Peckham, 1914 — 1993), американський літературознавець, викладач та редактор. Випускник університетів Рочестерського (1935) та Принстонського, де захистив докторську дисертацію (1947). Почесний професор Пенсільванського університету (1950 — 1966) та Університету Південної Кароліни (1967 — 1983).

## Науковий внесок
Наукову роботу Морс Пекхем розпочав як викладач англійської літератури вікторіанського періоду в Пенсільванському університеті. Ним була розроблена власна концепція історії культури («По той бік трагедії», 1962) та поведінки людини («Пояснення влади: контроль людської поведінки», 1979). Він стверджував, що «культурна еволюція дев’ятнадцятого і двадцятого сторіч з усією очевидністю повинна розглядатися в контексті еволюції романтизму» (); на його думку, романтизм спричинив перетворення, подібного до якого раніше не відбувалося, а людство досі не усвідомлює і противиться визнанню цієї події («Романтизм та ідеологія», 1985). Пекхем вважав, що більшість тем романтизму, зокрема, захопленість природою, екзальтованим почуттям та сентиментальністю, живописністю та под., уже містилися та просувалися добою Просвітництва (). «Ідеологія завжди відстає на крок від ситуації, в якій вона задіяна, оскільки ідеологія завжди з’являється як відповідь на попередню ситуацію, чиї властивості відрізняються від поточних» ().
Глибокий дослідник текстів Пекхем опублікував дослідження з питань еволюційної теорії Чарльза Дарвіна. За його редакцією було надруковане ювілейне видання «Походження видів» (1959), з підведенням варіантів (). Пекхем ретельно прослідкував усі найдрібніші зміни, що вносив Дарвін до своєї головної роботи, винятки з текстів, стилістичні правки, ба навіть зміни пунктуації ().

## Основні праці
Прижиттєвий науковий доробок склав 154 бібілографічні назви. Серед публікацій найважливіші:
- Beyond the Tragic Vision, 1962
- Man’s Rage for Chaos – Biology, Behavior, and the Arts. 1965;
- Art and Pornography, 1969
- Victorian Revolutionaries Speculations on Some Heroes of Culture Crisis, 1970
- The Romantic Virtuoso (у співавторстві з Лео Догерті), 1970
- The Triumph of Romanticism (collected essay), 1970
- Romanticism and Behavior (collected essays), 1977
- Explanation and Power: The Control of Human Behavior, 1979
- Romanticism and Ideology, 1985.